# نعش‌کش (فیلم)
آدم نعش کش (به انگلیسی: The Pallbearer) یک فیلم کمدی رمانتیک آمریکایی محصول سال ۱۹۹۶ به نویسندگی و کارگردانی مت ریوز با بازی دیوید شویمر، گوئینت پالترو، تونی کولت، میشل وارتان، مایکل راپاپورت و باربارا هرشی است.
اولین نمایش این فیلم در بخش نوعی نگاه در جشنواره فیلم کن ۱۹۹۶ به نمایش درآمد.

## داستان
تام تامپسون (دیوید شویمر) مردی ۲۵ ساله است.
وقتی «تام» تصمیم می‌گیرد جنازه مادر یکی از دوستان دبیرستان خود را که به تازگی از دنیا رفته حمل کند زندگی اش بهم می‌ریزد. از طرفی دیگر عشقی از دوران مدرسه به زندگی اش وارد می‌شود…

## باکس آفیس
این فیلم در هفته ۹ افتتاح خود در شماره ۹ (۵ / ۳–۵) با ۲٬۳۱۹٬۲۳۶ دلار فروش داشت. این فیلم در نهایت ۷٬۶۵۶٬۳۸۸ دلار در ایالات متحده فروش داشت.